# Nokia N75
Le Nokia N75 est un téléphone mobile de type clavier fait par Nokia. Il fut commercialisé en 2007. Il est 3G est comporte 2 écrans.

## Caractéristiques
- Système d'exploitation : Symbian OS  v9.1, S60 3e Edition
- Processeur ARM 11 220 MHz
- GSM/3G
- 95 × 52 × 20 mm pour 123.5 grammes
- 2 Écrans :

1. 1 TFT Matrix, 2,4 pouces, 16 million couleurs, 240 × 320 pixels
2. 2 TFT Matrix, 1,36 pouces, 262,144 couleurs, 128 × 160 pixels

- Batterie de 800 mAh
- Mémoire : 50 Mo extensibles par carte mémoire MicroSD
- Appareil photo numérique de 2 MégaPixels
- Flash DEL
- Bluetooth
- Vibreur
- Radio FM
- DAS : 0,68 W/kg.